# Radotínský hřbitov (Otínská)
Radotínský hřbitov Otínská se nachází v Praze 5 v městské čtvrti Radotín na rohu ulic Otínská a Na Výšince, severozápadně od centra města. Jeho rozloha je 2234 m².

## O hřbitově
Hřbitov byl založen jako urnový háj ve 2. polovině 20. století ve vilové čtvrti nad starým Radotínem,na jihovýchodním okraji radotínského Velkého háje. Je zde pohřbena akademická malířka a restaurátorka Milena Hofmeisterová.
Na rozdíl od většiny hřbitovů na území Hlavního města Prahy radotínský hřbitov nespravuje Správa pražských hřbitovů, ale Technické služby Praha - Radotín.